# Ustaša

De vlag van de ustaša en van de Onafhankelijke Staat Kroatië

De ustaša (Servo-Kroatisch/Kroatisch: Ustaša - Hrvatski Revolucionarni Pokret, Servisch (Cyrillisch): Усташе) was een Kroatische nationalistische en antisemitische organisatie, die in 1929 werd opgericht door het parlementslid Ante Pavelić. De beweging was op fascistische leest geschoeid en bestreed het Servisch centralisme in Joegoslavië. Tevens is de beweging verantwoordelijk voor het vervolgen van Servische burgers, dat uiteindelijk 250.000 tot 500.000 levens kostte. De beweging kreeg financiële steun van het fascistische Italië van Benito Mussolini, waar zij ook haar basis had. Het Servo-Kroatische woord ustaša (meervoud: ustaše) betekent opstandeling.

## Geschiedenis
Vanwege de persoonlijke dictatuur die de Joegoslavische koning Alexander in 1929 vestigde, werden alle politieke partijen verboden en werd het parlement ontbonden. De ustašabeweging moest van meet af aan vanuit Italië opereren. Ze pleegde vele aanslagen, waardoor de regering steeds repressiever ging optreden.
De ustašabeweging werd vooral bekend door haar (vermeende) betrokkenheid bij de moordaanslag op koning Alexander I van Joegoslavië in 1934.
Na de Duitse inval in Joegoslavië werd Ante Pavelić de nieuwe dictator (Poglavnik, leider) van de nieuwe Onafhankelijke Staat Kroatië. In die functie volgde Pavelić, met de morele steun van vele katholieke priesters en het Vaticaan, een sectair katholieke en fel antisemitische politiek. Hij richtte zich bovendien tegen de 'Slavische' Serviërs. De Kroaten waren in zijn ogen 'ariërs'. Hij wist ook de nazitop daarvan te overtuigen. Het verschil met de Serviërs (die volgens de nazirassenleer tot hetzelfde ras behoorden) lag hem dan ook in de cultuur en zeden. De Kroaten waren "katholiek en westers", de Serviërs "orthodox en Slavisch" en daarmee Untermenschen. Het lag volgens ustaša-minister Mile Budak in de bedoeling van de ustaša's om een derde deel van de Serviërs uit te roeien, een derde te deporteren en een derde te assimileren door bekering tot het rooms-katholicisme. Maar ook Joden, Sinti en Roma en anderen werden uitgemoord, vaak na martelingen in de Kroatische concentratiekampen, die niet onderdeden voor de Duitse. In het concentratiekamp Jasenovac werden slachtoffers op de meest onmenselijke manieren gemarteld en gedood onder leiding van de franciscaanse priester Miroslav Filipović.
Een groot aantal katholieke geestelijken steunden de ustašabeweging en sommige priesters deden mee met gewelddadige acties. De rooms-katholieke bisschop Ivan Šarić schreef in het kerkelijke blad dat de ustašabeweging werd gesteund door God. Een aantal priesters dienden in de persoonlijke lijfwacht van Pavelić, inclusief Ivan Guberina, de leider van de Kroatische Katholieke Beweging. De priester Dyonisy Juricev schreef in Novi list dat het vermoorden van zevenjarige kinderen geen zonde was, zolang die kinderen niet katholiek waren. Paus Pius XII was geïnformeerd over de betrokkenheid van Kroatische priesters met het ustaša-regime sinds 1941, maar heeft het regime nooit veroordeeld en heeft geen actie ondernomen tegen de betrokken priesters. In 1943 ontmoette Pavelić de paus, terwijl de paus wist van de massamoorden begaan door de ustašabeweging.
De ustaša's zijn nooit populair geworden, ook niet in Kroatië. De Boerenpartij van de charismatische Vladko Maček had veel meer steun, terwijl ustaša's als een stel onbehouwen vechtjassen werden gezien. Zij dankten hun macht voornamelijk aan Duitse wapens en Italiaans geld. Op het moment van hun machtsovername telde de beweging volgens Balkandeskundige Misha Glenny hooguit 300 actieve "harde kern" leden. Deze werden echter al snel aangevuld met een grote hoeveelheid opportunisten die hoopten carrière te maken, en pragmatici, die dachten dat dit nieuwe Kroatië duurzaam was. Zo kwam het dat er duizenden ustaša's tijdens de oorlogsjaren in Kroatië actief waren.
In april 1945 reikte de macht van de ustaša's niet verder dan de Kroatische hoofdstad Zagreb en voorsteden. Paveliç en verscheidene kabinetsleden alsmede honderden ustaša's vertrokken daarop naar Argentinië, waar zij asiel vonden. Omstreden is de hulp die zij hierbij ontvingen van het Vaticaan. In mei 1945 werd Zagreb bevrijd evenals de rest van Joegoslavië, maar veel ustaša-aanhangers bleven in de bossen van Kroatië actief, vooral met de bestrijding van Tito's partizanen.

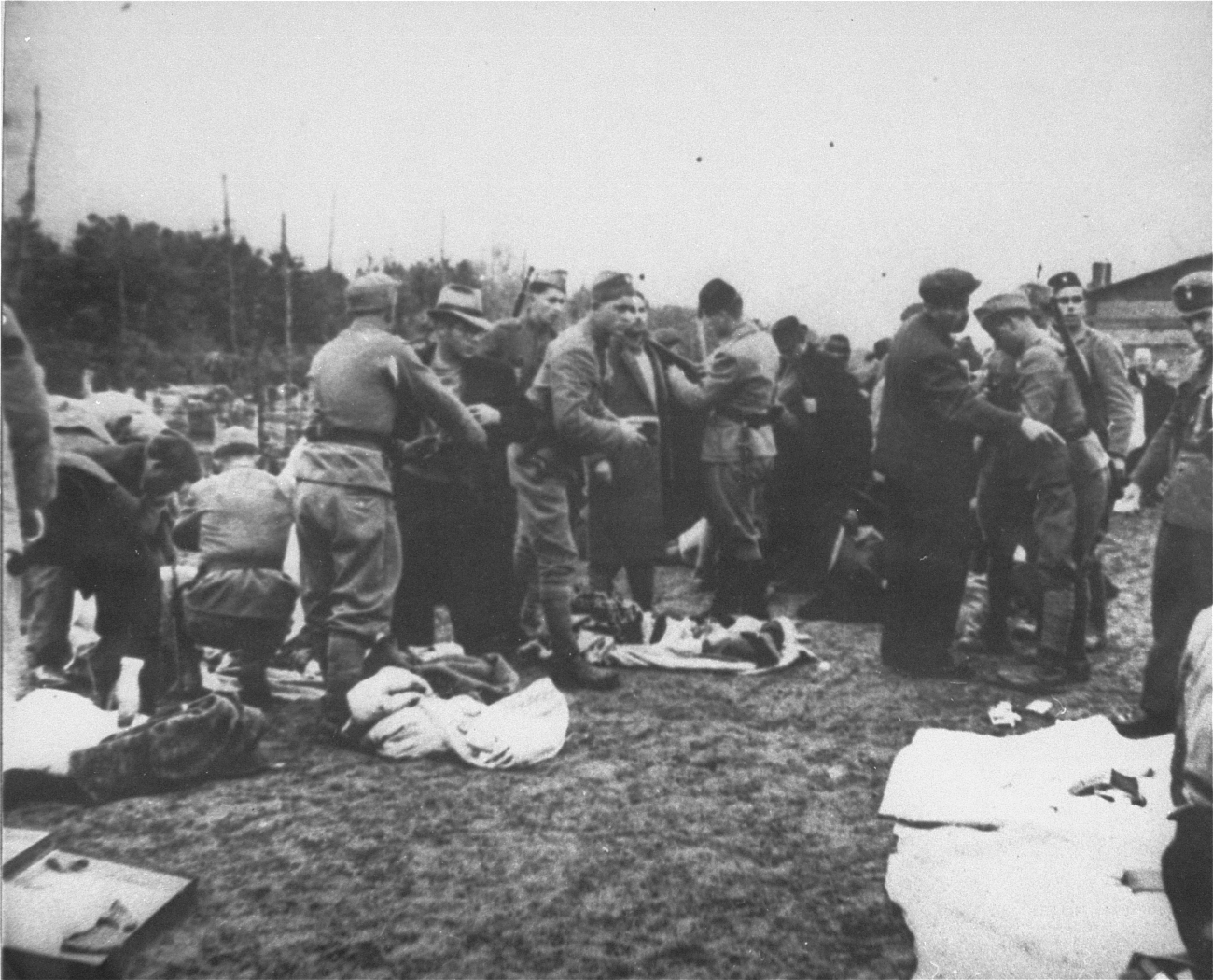
Ustaša's en gevangenen in het concentratiekamp Jasenovac

De ustašabeweging vermoordde naar schatting 700.000 mensen in hun concentratiekampen. Velen werden daarbuiten nog gedood. De getallen zijn onderhevig aan discussie, maar de volgende getallen worden over het algemeen aanvaard: zo'n 500.000 Serviërs, 200.000 Kroaten (voornamelijk tegenstanders van het regime, intellectuelen en communisten), 90.000 Bosnische moslims, 40.000 Joden, 50.000 Montenegrijnen en 30.000 Slovenen.

## Het einde
Sinds 1943 hadden de ustaša's zich voorbereid op een guerrillaoorlog. Toen deze zich in de Kroatische en Bosnische bossen en bergen terugtrokken, voegden zich Kroaten van allerlei pluimage bij hen die de communistische regering eveneens niet welgezind waren. Ook Bosnische Kroaten en moslims traden toe. De beweging noemde zichzelf nu križari (Kruisvaarders). De Joegoslavische geheime dienst OZNA pakte hen hard aan; wie niet gedood werd werd vaak tot jarenlange gevangenisstraf veroordeeld. Ook familieleden en vrienden die van medeplichtigheid of hulp aan hen werden verdacht, werden opgepakt.
In 1947 werden de laatste ustaša's of križari verslagen, hoewel er tot in de jaren ´60 nog kleine groepjes actief bleven die niet of nauwelijks een bedreiging vormden. Vanuit het buitenland, vooral Argentinië, gingen ze echter door met het plegen van terreurdaden, zoals de moord op de Joegoslavische ambassadeur Vladimir Rolovic in 1971 in Zweden.
Na de Kroatische onafhankelijkheid (1992) werden de ustaša's in Kroatië min of meer gerehabiliteerd. In sommige Kroatische steden werden straten naar bekende ustaša's genoemd. De Bosnisch-Kroatische strijdgroepen identificeerden zich soms ook met ustaša's in hun strijd tegen de Servische "cetnik"-beweging. Na de dood van de Kroatische president Franjo Tudjman in 1999 en de ingezette democratisering zijn de verwijzingen naar de ustaša's in Kroatië zo goed als verdwenen.
Op 5 augustus 2015 echter, bij de herdenking van twintig jaar Oluja, stak het fenomeen de kop weer op.